# Alan Cuckston
Alan Cuckston   (1940 - 24 de març de 2025) Alan George Cuckston, va ser un clavecinista, pianista, director d'orquestra i conferenciant anglès.
Va gravar per a la BBC, especialment amb instruments històrics. Cuckston va ser el clavecinista al concert dels The Proms de 1968 del Vespro della Beata Vergine de Monteverdi pel Cor Monteverdi, dirigit per John Eliot Gardiner. Va fer gires internacionals amb l'Acadèmia de St Martin-in-the-Fields i Pro Cantione Antiqua. Va gravar un ampli repertori de música per a instruments de teclat, incloent-hi les obres completes per a piano d'Alan Rawsthorne.

## Biografia
Cuckston era el tercer fill de Percy Cuckston i la seva dona Florence, de soltera Titchmars. Va estudiar música amb Fanny Waterman i Lamar Crowson i al King's College de Cambridge, on va estudiar amb Thurston Dart, de 1959 a 1963. Es va convertir en solista de teclat per a la BBC, on apareixia amb freqüència. Va ensenyar al "Barber Institute of Fine Arts" de la Universitat de Birmingham de 1965 a 1969.
Va debutar al Wigmore Hall el 1965, tocant amb el Lydian Ensemble. El 1968, va ser clavecinista d'un concert dels Proms al Royal Albert Hall amb el Vespro della Beata Vergine de Monteverdi, interpretat pel Cor de Monteverdi, el Philip Jones Brass Ensemble i l'English Chamber Orchestra, dirigit per John Eliot Gardiner. El mateix any va tocar l'estrena mundial de la Sonata per a clavicèmbal de Ronald Stevenson als Festivals de Harrogate.
Cuckston va ser reconegut internacionalment; especialitzat en instruments de teclat antics (clavicémbal, orgue i fortepiano), Cuckston va oferir concerts a moltes parts d'Europa i Amèrica del Nord. Va fer gires com a clavecinista amb l'Acadèmia de St Martin-in-the-Fields i com a organista amb Pro Cantione Antiqua.

Cuckston va produir enregistraments en un ampli repertori, des de la música medieval fins a la contemporània. El 1965, va enregistrar un àlbum de música i danses escoceses antigues del Manuscrit Virginal de Dublín, revisat per Gramophone: 
| « | "Cuckston capta admirablement l'esperit de dansa de tots aquests amb les seves interpretacions alerta, netes i rítmicament controlades." | » |

Va enregistrar música de Händel, John Tomkins, Matthew Locke, Purcell, William Croft, John Blow, Fritz Hart, Rameau i Couperin (Naxos Records). Cuckston va estudiar la música que es tocava a la casa familiar Brontë i va enregistrar A Musical Evening with the Brontë Family el 1979. El 1991 va enregistrar peces per a piano d'Herbert Howells i Armstrong Gibbs. La manera com Cuckston tocava l'orgue es descrivia com de "to brillant i impecable, discret i exemplar".
Cuckston era amic d'Alan Rawsthorne i va gravar la música completa per a piano de Rawsthorne per a Swinsty Records. Cuckston va escriure un homenatge a Rawsthorne a The Creel, una revista del Rawsthorne Trust.[13] Va gravar Cabaret Songs de Britten amb la cantant de jazz Norma Winstone.
Cuckston va encarregar una peça per al Cuckston Trio per a clarinet, viola i piano a Dick Blackford. Va encarregar obres per a clavicèmbal a Elizabeth Maconchy, Stevenson, Phillip Ramey, i David Wooldridge. Va fer construir un clavicèmbal per John Rooks de Ticknall, Derbyshire, basat en un clavicèmbal de 1638 fet per Andreas Ruckers per tocar música barroca. Posseïa un orgue d'un sol manual, datat el 1742 i fet per Johannes Schnetzler, la propietat del qual s'atribueix a Händel.
Cuckston es va casar amb Joan Vivien Caswell (de soltera Broadbent) el 1965 i es va convertir en padrastre dels seus dos fills. Van tenir tres filles. El matrimoni va durar fins a la mort de Joan Cuckston el 2008. Alan Cuckston va morir el 22 de març de 2025, als 84 anys.